# Madagasia ankaratrae
Madagasia ankaratrae är en insektsart som beskrevs av Mamet 1962. Madagasia ankaratrae ingår i släktet Madagasia och familjen ullsköldlöss.
Artens utbredningsområde är Madagaskar. Inga underarter finns listade i Catalogue of Life.